# Jin Xuan
Jin Xuan (?-209) Gouverneur de Wuling. Lorsque les forces Shu attaquent la région, il n'écoute pas les conseils de Gong Zhi, son conseiller. Il sortit et attaqua Zhang Fei. Gong Zhi se rebella et avec l'aide de quelques hommes le tua.